# The Congos
The Congos je jamajška roots rock reggae pevska skupina, izmenično dejavna od sredine 1970-tih do sedaj. Najbolj je znana po svojem albumu Heart of the Congos, ki jo je posnela z Leejem »Scratchem« Perryjem.

## Zgodovina
Skupino The Congos sta kot duo ustanovila »Ashanti« Roy Johnson (tenor; rojen kot Roydel Johnson, leta 1947, v Hanovru, Jamajka) in Cedric Myton (falzet; rojen leta 1947, v okrožju Saint Catherine, Jamajka). Kasneje se je duu pridružil Watty Burnett (bariton; rojen v zgodnjih 1950-tih, v Port Antoniu, Jamajka). Myton je bil prej v zgodnjih 1960-tih član skupine The Tartans (skupaj s Princeom Lincolnom »Saxom« Thompsonom, Devonom Russllom in Lindburghom Lewisom), ter skupine Rasa Michaela. V zgodnjih 1970-tih je snemal s Thompsonovo skupino Royal Rasses. Skupaj z Johnsonom je kot duo ustanovil skupino The Congos in za Perryja sta posnela singl »At the Feast«. Perry je z Burnettom razširil skupino v trio. Skupina je v tej sestavi leta 1977 posnela klasični roots rock reggae album Heart of the Congos v Perryjevem studiu Black Ark. Na albumu so nastopili sijajni spremljavalni glasovi, ko so: Gregory Isaacs, The Meditations, ter Barry LLewellyn in Earl Morgan iz skupine The Heptones. Album so označili kot »najbolj dosleden odličen album celotne Scratcheve glasbene poti.«.